# Florindo Bearzotti
Florindo Bearzotti – argentyński piłkarz, obrońca.
Jako piłkarz klubu Belgrano Rosario wziął udział w turnieju Copa América 1920, gdzie Argentyna została wicemistrzem Ameryki Południowej. Bearzotti zagrał we wszystkich trzech meczach – z Urugwajem, Chile i Brazylią.
Wciąż jako gracz klubu Belgrano wziął udział w turnieju Copa América 1921, gdzie Argentyna pierwszy raz w swych dziejach zdobyła mistrzostwo Ameryki Południowej. Bearzotti zagrał we wszystkich trzech meczach – z Brazylią, Paragwajem i Urugwajem. Wspólnie z Adolfo Celli stworzył mur obrony nie do przejścia dla napastników drużyn przeciwnych, walnie przyczyniając się do końcowego sukcesu.
Nadal jako gracz Belgrano wziął udział w turnieju Copa América 1924, gdzie Argentyna została wicemistrzem Ameryki Południowej. Bearzotti zagrał we wszystkich trzech meczach – z Paragwajem, Chile i Urugwajem.
Bearzotti w latach 1920–1924 rozegrał w reprezentacji Argentyny 16 meczów – nie zdobył w nich żadnej bramki.